# جيسينتا فرانكلين
خيسينتا كامبل (بالإنجليزية: Jesinta Campbell) وهي عارضة أزياء أسترالية ولدت في يوم 12 أغسطس 1991 في مدينة غولد كوست في أستراليا وهي ملكة جمال أستراليا لسنة 2010 ومثلت أستراليا في مسابقة ملكة جمال الكون.

## نشأتها
ولدت فرانكلين ونشأت في غولد كوست، كوينزلاند، ودرست في مدرسة سيلكوود خلال شبابها وكلية أكويناس خلال سنوات دراستها الثانوية.

## مسيرة عرض الأزياء
توجت فرانكلين بلقب ملكة جمال أستراليا لعام 2010 في 17 يونيو 2010 ممثلةً ولاية كوينزلاند. شاركت لاحقًا في مسابقة ملكة جمال الكون 2010 في 23 أغسطس 2010 وحصلت على المركز الثاني خلف يندي فيليبس (جامايكا) والفائزة زيمينا نافاريتي (المكسيك). كما اختيرت ملكة جمال اللطافة في هذه المسابقة.
في فبراير 2016، أصبح فرانكلين سفيرًا لمتجر ديفيد جونز. انتهى هذا الترتيب في ديسمبر 2017.